# Stand by U
「Stand by U」（スタンド・バイ・ユー）は、東方神起の楽曲である。2009年7月1日にrhythm zoneから28枚目のシングルとしてリリースされた。

## 解説
前作『Share The World/ウィーアー!』から約3か月ぶりのリリース。シングル発売に先立って、5月20日にDAM★うたとミュウモより着うたの先行配信が開始された。
[CD]、[CD+DVD] 仕様の2形態でリリースされた。この他にも、[Bigeast盤]や[東京ドーム記念盤]が存在する（詳細は後述を参照）。
2009年11月26日に放送された『ベストヒット歌謡祭2009で披露。この日の出演が久しぶりに5人そろっての歌唱で、2007年から3度目の出演であった。ゴールドアーティスト賞を受賞した。
『第51回日本レコード大賞』優秀作品賞（作詞部門）受賞曲で、『第60回NHK紅白歌合戦』で歌唱された。なお、これが5人での最後の出場となった。

## チャート
オリコンのデイリーランキング最高1位（7月5日付）。7月13日付のシングル週間ランキングで2位。初動売上18.2万枚で、これは東方神起のシングル作品では最高記録（当時）となった。7月度月間3位、2009年度年間21位となった。
本作のCDおよび着うたフルは、日本レコード協会よりゴールド認定を受けている。2014年にはプラチナ認定（シングルトラック）を受けた。

## 発売形態
CD+DVD
- 規格品番 : RZCD-46286/B
- DVDに「Stand by U」のVideo Clipを収録
- 初回限定盤特典 : ジャケットサイズカード（全6種類のうち1種類をランダムで封入）、DVDにオフショット映像を収録

CD
- 規格品番 : RZCD-46287
- 「Stand by U 〜Luv Behind The MLD mix〜」を追加収録
- 初回限定盤特典 : ジャケットサイズカード（全6種類のうち1種類をランダムで封入）、12Pブックレット封入

東京ドーム記念盤
- 規格品番 : RZC1-46338
- CD-EXTRA仕様で、デジタルコンテンツ、アリーナツアーのエンドロールとして上映された映像、「Stand by U (ドラマver.)」を収録
- 紙ジャケット仕様
- 歌詞とメンバーのメッセージが印刷されたミニポスター封入

Bigeast盤
- 規格品番 : RZC1-46288

## 収録内容

### 通常盤
| #         | タイトル                               | 作詞            | 作曲      | 編曲              | 時間  |
| --------- | -------------------------------------- | --------------- | --------- | ----------------- | ----- |
| 1.        | 「Stand by U」                         | 井上慎二郎      | UTA REO   |                   | 5:56  |
| 2.        | 「Tea for Two」                        | H.U.B.          | 藤谷一郎  |                   | 4:41  |
| 3.        | 「Sky」(ボーナス・トラック)            | H.U.B.          | h-wonder  | h-wonder          | 5:13  |
| 4.        | 「Stand by U」(Luv Behind The MLD mix) | Shinjiroh Inoue | UTA REO   | REO（リミキサー） | 6:13  |
| 5.        | 「Stand by U」(Less Vocal)             |                 |           |                   | 5:56  |
| 6.        | 「Tea for Two」(Less Vocal)            |                 |           |                   | 4:39  |
| 合計時間: | 合計時間:                              | 合計時間:       | 合計時間: | 合計時間:         | 32:38 |

### CD+DVD
| #         | タイトル                    | 作詞       | 作曲      | 編曲      | 時間  |
| --------- | --------------------------- | ---------- | --------- | --------- | ----- |
| 1.        | 「Stand by U」              | 井上慎二郎 | UTA REO   |           | 5:56  |
| 2.        | 「Tea for Two」             | H.U.B.     | 藤谷一郎  |           | 4:41  |
| 3.        | 「Sky」(ボーナス・トラック) | H.U.B.     | h-wonder  | h-wonder  | 5:13  |
| 4.        | 「Stand by U」(Less Vocal)  |            |           |           | 5:56  |
| 5.        | 「Tea for Two」(Less Vocal) |            |           |           | 4:39  |
| 合計時間: | 合計時間:                   | 合計時間:  | 合計時間: | 合計時間: | 26:25 |

| #  | タイトル                           | 作詞 | 作曲・編曲 | 監督            |
| -- | ---------------------------------- | ---- | ---------- | --------------- |
| 1. | 「Stand by U」(Video Clip)         |      |            | 須永秀明        |
| 2. | 「Off Shot Movie」(初回限定盤のみ) |      |            | Masanori Yamada |

### 東京ドーム記念盤
| #         | タイトル        | 作詞       | 作曲      | 編曲      | 時間  |
| --------- | --------------- | ---------- | --------- | --------- | ----- |
| 1.        | 「Stand by U」  | 井上慎二郎 | UTA REO   |           | 5:56  |
| 2.        | 「Tea for Two」 | H.U.B.     | 藤谷一郎  |           | 4:41  |
| 合計時間: | 合計時間:       | 合計時間:  | 合計時間: | 合計時間: | 10:37 |

### Bigeast盤
| #         | タイトル                    | 作詞       | 作曲      | 編曲      | 時間  |
| --------- | --------------------------- | ---------- | --------- | --------- | ----- |
| 1.        | 「Stand by U」              | 井上慎二郎 | UTA REO   |           | 5:56  |
| 2.        | 「Tea for Two」             | H.U.B.     | 藤谷一郎  |           | 4:41  |
| 3.        | 「Stand by U」(Less Vocal)  |            |           |           | 5:56  |
| 4.        | 「Tea for Two」(Less Vocal) |            |           |           | 4:39  |
| 合計時間: | 合計時間:                   | 合計時間:  | 合計時間: | 合計時間: | 21:12 |

## 曲の解説
1. Stand by U
第一興商『DAM★うたフル』TV-CFソング、Bee TVドラマ『Sweet Room』主題歌
切なさのあるバラードで、楽曲についてユンホは「初めて聴いた時は、『どうして君を好きになってしまったんだろう?』と少し雰囲気が似ていると思った。でも、この曲のほうがよりリアルな気がする。僕らも含めて、誰もがこの曲のような経験をしたことがあるんじゃないかなと思った」とコメントしている[13]。
同年に敢行されたライブツアー「4th LIVE TOUR 2009 〜The Secret Code〜」と、エイベックスの恒例夏イベント「a-nation2009」のメインステージで歌われた楽曲[14][15]。
Video Clipは、東方神起が出演しているメンバーver.と、田中圭と入山法子が出演したドラマver.の2種類が制作された[16][17]。
2. Tea for Two
読売テレビ・日本テレビ系『情報ライブ ミヤネ屋』エンディングテーマ
「Stand by U」の対となる楽曲で、楽曲についてユンホは「本当に甘くて、理想的なカップル。」、ジュンスは「すごく幸せだからこそ、不安を感じることもある。そんな不安を乗り越えて、ずっと幸せでいたいと思う。僕は、そんな気持ちで歌った」とコメントしている[13]。
3. Sky
7thシングルをボーナス・トラックとして再収録。
[CD+DVD]、[CD]のみに収録。
4. Stand by U 〜Luv Behind The MLD mix〜
[CD]のみに収録されている別アレンジ。

## 収録アルバム
「Sky」については、該当する項目を参照。
Stand by U
- BEST SELECTION 2010
- COMPLETE -SINGLE A-SIDE COLLECTION-

Tea for Two
- SINGLE B-SIDE COLLECTION

## 関連書籍
- ピアノソロ 東方神起 Selection for Piano 〜Stand by U〜 （ヤマハミュージックメディア 楽譜、2009年7月）